# Vizcondado de la Puebla de los Infantes
El vizcondado de la Puebla de los Infantes es un título nobiliario español creado por el rey Felipe IV de España en 1627 a favor de Luis Ximénez de Góngora.

## Denominación
Su nombre se refiere al municipio andaluz de La Puebla de los Infantes en la provincia de Sevilla. Fue elevado en 1716 a marquesado de la Puebla de los Infantes.

## Antecedentes históricos
La venta de la jurisdicción realenga de La Puebla de los Infantes, provincia de Sevilla, convirtiéndose en villa de señorío bajo la noble familia cordobesa Jiménez de Góngora, y la posterior concesión del Vizcondado, son un modelo más en la comarca de la política seguida por los Austrias en el siglo XVII, que recurrieron a la venta de la jurisdicción de pueblos y villas como solución para sanear la Hacienda, muy mermada en mantener las guerras que imponía el mantenimiento de la política exterior española del momento. Casos similares próximos son el Condado de Hornachuelos y el Marquesado de Peñaflor. 
El siglo XVII fue sin duda el periodo más propicio a la vez que el más pródigo en la concesión de títulos nobiliarios, cuya venta suponía un alivio para las exhaustas arcas del tesoro y reafirmaba la estrecha vinculación de monarquía y nobleza en la organización del poder público.

## Vizcondes de la Puebla de los Infantes
|                                                         | Titular                                           | Periodo                |
| Creación por Felipe IV                                  | Creación por Felipe IV                            | Creación por Felipe IV |
| ------------------------------------------------------- | ------------------------------------------------- | ---------------------- |
| I                                                       | Luis Jiménez de Góngora y Castillejo              | 1627-                  |
| II                                                      | Luisa Ximénez de Góngora                          |                        |
| III                                                     | Luis Manuel Fernández de Córdoba y Acebedo        |                        |
| IV                                                      | Francisco de Borja Fernández de Córdoba y Góngora | ...-1716               |
| Último vizconde, I marqués de la Puebla de los Infantes |                                                   |                        |

- Datos: Q6164409